# HD 30197
HD 30197，又名BD+18 719，SAO 94112、HR 1517，是一颗恒星，视星等为6.01，位于銀經180.71，銀緯-16.93，其B1900.0坐标为赤經4h 40m 26.3s，赤緯+18° -16.93′ 14″。